# 佩雷莫哈 (哈爾科夫市鎮)
49°59′4″N 36°22′10″E / 49.98444°N 36.36944°E
佩雷莫哈（烏克蘭語：Перемога）是烏克蘭東部哈尔基夫州哈尔基夫区哈尔基夫市镇的地方，原为一村庄。處於內梅什利亞河右岸，距離布拉日尼基1.5公里，始建於1947年，面積0.11平方公里，海拔高度153米，2001年人口199。